# حزب الحرية والائتلاف
حزب الحرية والائتلاف (بالتركية: Hürriyet ve İtilâf Fırkası)‏، المعروف سابقًا باسم الاتحاد الليبرالي أو الائتلاف الليبرالي، كان حزبًا سياسيًا عثمانيًا ليبراليًا نشط بين عامي 1911 و1913، خلال الحقبة الدستورية الثانية. وبصفته الاتحاد الليبرالي / الائتلاف، فقد كان ثاني أكبر حزب في البرلمان العثماني عام 1911. لقد نجح في تنظيم معظم محافظات الدولة العثمانية. دعا البرنامج السياسي للحزب إلى العثمانية واللامركزية الحكومية وحقوق الأقليات العرقية.

## التاريخ
تأسس حزب الحرية والائتلاف في 21 نوفمبر 1911 من قبل الأتراك الشباب المعارضين لجمعية الاتحاد والترقي، وجذب على الفور 70 نائبًا إلى صفوفه. بعد 20 يومًا فقط من تشكيله، فاز الحزب بالانتخابات الفرعية التي أجريت في إسطنبول بصوت واحد. كما كان المنافس الرئيسي لجمعية الاتحاد والترقي خلال انتخابات عام 1912، والتي زورتها اللجنة لصالحها، مما أعطى الحرية والائتلاف 6 مقاعد فقط من إجمالي 275. بعد الانتخابات، قام الضباط المؤيدون للحرية والوفاق المعروفون باسم الضباط المنقذون بانقلاب، وأغلقوا البرلمان وإجبروا محمد سعيد باشا الصغير على الاستقالة. تم قمع الحزب بعد الغارة على الباب العالي في يناير 1913، والتي سيطر فيها قادة جمعية الاتحاد والترقي، الباشاوات الثلاثة، على الدولة العثمانية فعليًا.
لقد تم إعادة تأسيسه فقط في أعقاب الحرب العالمية الأولى. وفي ما بعد الدولة العثمانية عام 1918، أصبح الحزب معروفًا بمحاولاته لقمع ومقاضاة لجمعية الاتحاد والترقي.

## القاعدة والأعضاء
لعب ألبان الدولة العثمانية دورا بارزًا في الحزب، مثل البصري بك دوكاجيني من ديبري (ديبار حاليًا)، و حسن بريشتينا ومدحت فراشيري (ابن أبديل فراشري الذي شغل منصب نائب ممثل ل ولاية يانيا في العهد العثماني البرلمان) الذين كانوا من بين مؤسسيها الأحد عشر. من أعضاء الحزب البارزين الأمير صباح الدين، وكامل باشا، ورضا توفيق، وعلي كمال، ورفيق خالد كاراى، ورضا نور، ومحمد هادي باشا، والداماد محمد فريد، ومحمد رؤوف باشا، وغومولجيليني إسماعيل، ولطفي فكري بك.

## الانتخابات
| سنة الانتخابات الأصوات | تصويت قائمة الحزب | % من تصويت قائمة الحزب | المقاعد المربوحة | +/– |             |
| ---------------------- | ----------------- | ---------------------- | ---------------- | --- | ----------- |
| 1908                   |                   |                        | 6 / 288          | +6  | في المعارضة |
| 1912                   |                   |                        | 6 / 275          | 0   | في المعارضة |